# Rallye de Sestrières
Le Rallye de Sestrières, ou Rallye del Sestriere était un rallye automobile italien asphalte organisé par l'Automobile Club de Turin, traditionnellement à la fin du mois de février durant les années 1950.

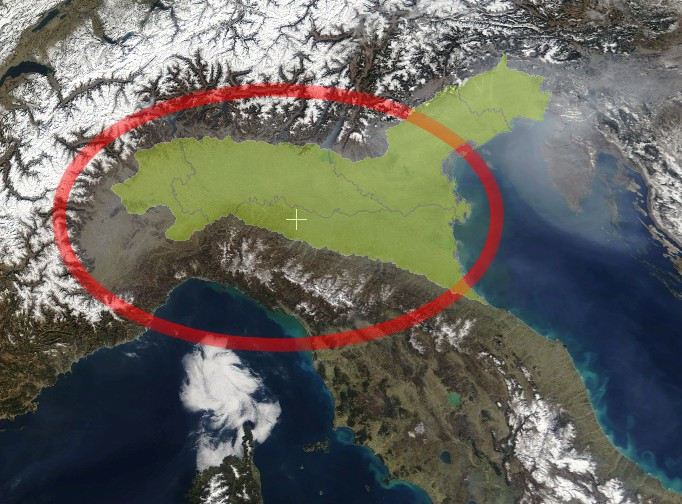
Le nord continental de l'Italie.

## Histoire

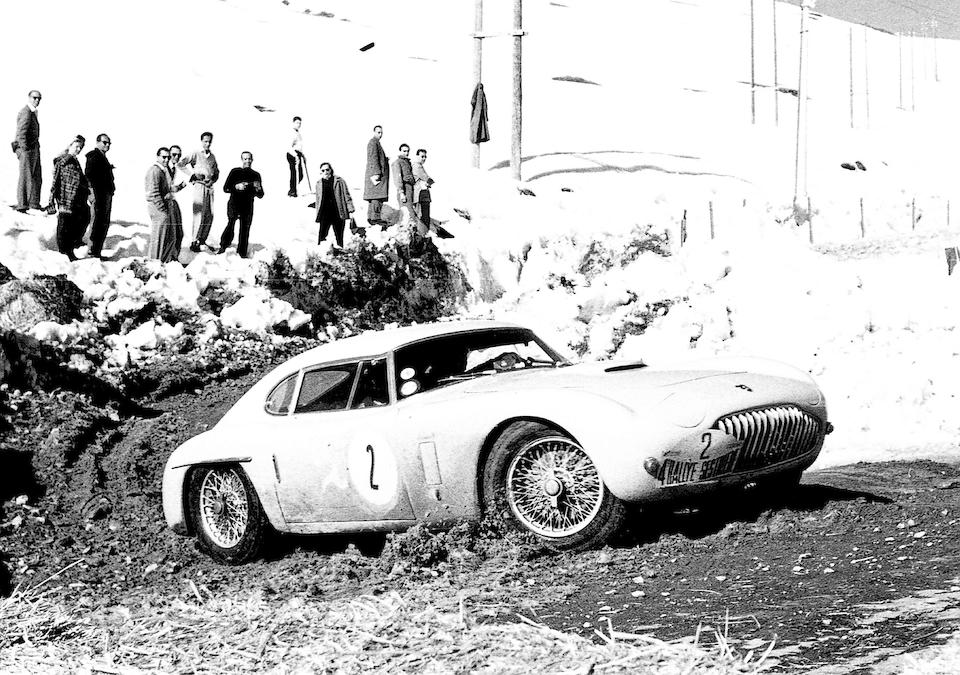

Le départ était le plus souvent donné de la capitale piémontaise (Emilio Christillin, le premier vainqueur, étant tout à la fois l'organisateur et le Président de l'AC turinois), le parcours s'inscrivant généralement en boucle autour de la Plaine du Pô, sur une longueur parfois de près de 1800km en passant idéalement par Bologne, et Rome pour l'épreuve le plus au sud.
Durant les dix années de son existence, le rallye fut prisé par de multiples écuries officielles d'usines, et fréquenté par des pilotes alors de renom, tels Helmut Polensky, Ada Pace, "Gigi" Villoresi, Ascari, ou encore Schock.
Le 21 février 1960, l'édition fut annulée quelques heures avant les reconnaissances de la seconde épreuve (de vitesse sur route) par les autorités pour des causes météorologiques contestées par les organisateurs, alors que Schock s'apprétait à mener les débats.
De fait le statut ERC de la course fut perdu, et l'épreuve ne fut plus qu'occasionnellement disputée, de façon plus modeste avec divers parcours et formulations, la seule course localement d'une importance internationale restante étant désormais la Course de côte Cesana Sestrières, quant à elle intégrée au championnat d'Europe de la montagne durant les années 1960 et 1970. Cependant en 1970 et 1971 l'épisodique rallye fusionna avec le Rallye Sanremo (qui avait été recréé en 1961, profitant ainsi de la place laissée vacante) pour être prise de la sorte comme Rallye d'Italie dans le nouveau Championnat international des marques.
Il existe désormais une épreuve VHC, le Sestriere Storico. 
L'Affaire Tournesol, album des Aventures de Tintin publié en 1956, comporte une scène de course-poursuite menée par un chauffard milanais, qui se situe dans la région de Cervens, peu éloignée de l'épicentre du rallye. A noter qu'Hergé connaissait bien la Suisse et possédait lui-même une Lancia Aurelia B20 Coupé 2 litres, qui s'illustre dans cette course poursuite mais surtout, avait remporté cinq fois le Rallye de Sestrière en seulement six éditions. Une Traction Avant, qui fait également une apparition dans l'album, avait réussi à s'intercaler dans cette série de victoires.

## Palmarès

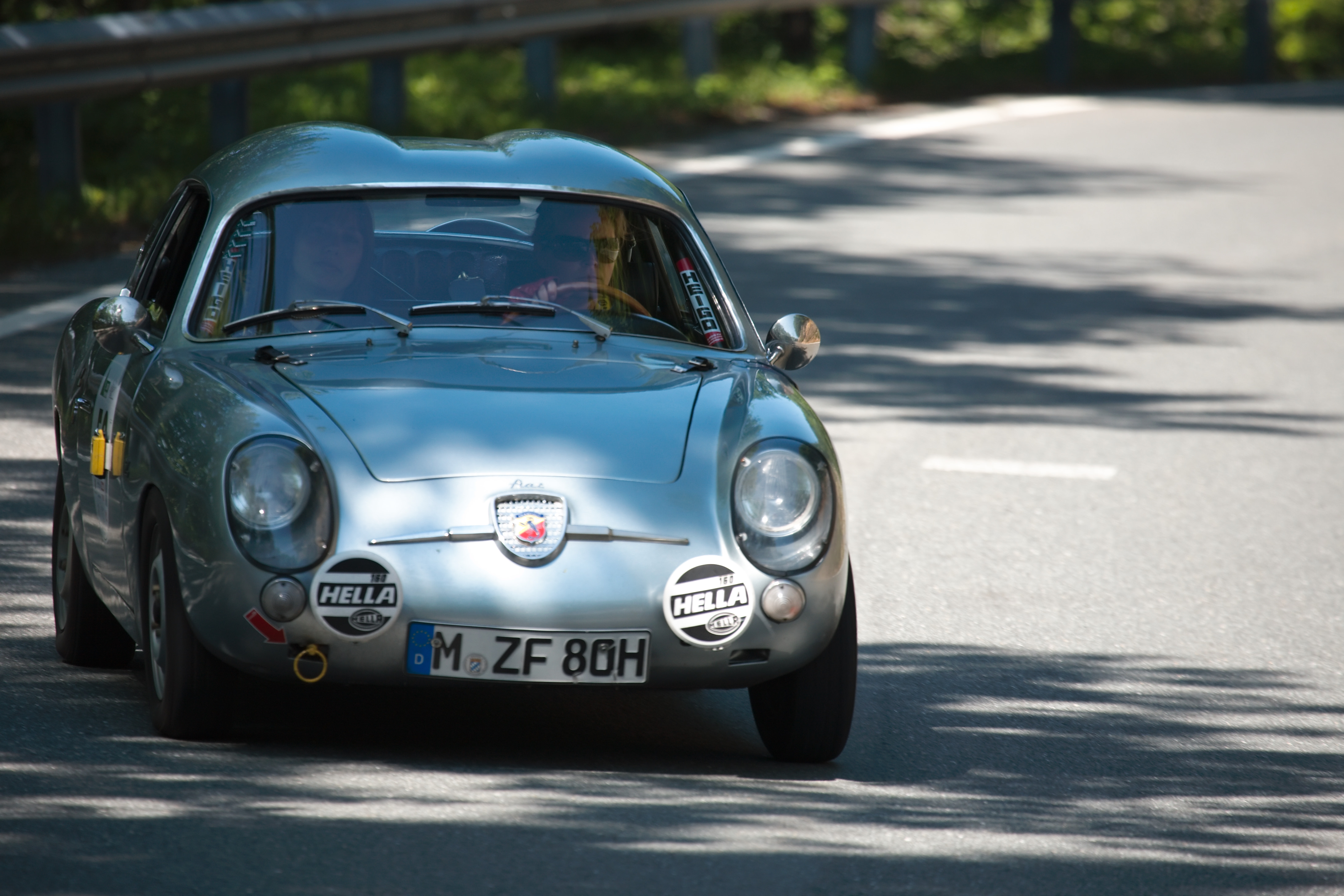
Une Fiat Abarth 750 GT Zagato.

| Année                    | Pilote/copilote                                   | Voiture                      |
| ------------------------ | ------------------------------------------------- | ---------------------------- |
| 1950 (21-22 janvier)     | Emilio Christillin/Sandro Fiorio (père de Cesare) | Lancia Aprilia               |
| 1951 (23-26 février)     | Luigi Villoresi/Alberto Ascari                    | Lancia Aurelia               |
| 1952 (février)           | Gino Valenzano/Mario Poltronieri                  | Lancia Aurelia B20           |
| 1953 (26 février-3 mars) | Gerd Seibert/Alfred Bolz (1re édition de l'ERC)   | Citroën Traction 15/6        |
| 1954                     | Piero Valenzano/Riccardo Sposetti                 | Lancia Aurelia GT Coupé 2500 |
| 1955 (25 février-2 mars) | Ferdinando Gatta/Vittorio Mazzonis                | Lancia Aurelia               |
| 1956                     | Walter Schock/Rolf Moll                           | Mercedes-Benz 300SL          |
| 1957                     | Lucien Bianchi/Pier-Carlo Borghesio               | Panhard Dyna X 86 T750       |
| 1958                     | Lanzo Cussini/Luigi Argenti                       | Fiat 500 Abarth Zagato       |
| 1959                     | Piero Frescobaldi/Giancarlo Castellina            | Fiat 750 Abarth Zagato       |

## Videothèque
- 1956 - Le VIe Rallye de Sestrières.